# Cogomella (grup de bolets)
Les cogomelles són fongs que produeixen bolets carnosos, anuals, que presenten un anell a la cama, làmines primordialment lliures i el dipòsit esporal és de color blanc o clar (algun cop  verdós, ferruginós o bru groguenc), mai fosc o negre. Sobre el barret, la cama o el peu poden presentar romanents del vel universal farinosos o en forma de grànuls, però mai arriben a  constituir una volva membranosa.
Algunes cogomelles tenen el barret ornamentat amb berrugues o esquames força rígides, que no es pot enretirar només passant el dit per sobre. Quan existeixin restes del vel (farinoses, flocs o berrugues), les observarem millor en el marge del barret i especialment en els exemplars joves.

## Grups de cogomelles
Hi ha tres grans grups de cogomelles, les anomenades cogomelles veres o cogomelles veritables, les cogomelles pigades i les cogomelles llenegoses. Les primeres poden presentar esquames fines, peludes o flocoses sobre el barret i la cama, ornamentacions que no es desprenen com farina en passar el dit per sobre. En les cogomelles pigades la superfície o el marge  del barret, la cama o el peu estan coberts de flocs, berrugues o restes farinoses que es desprenen amb facilitat, només passant el dit per sobre. Les cogomelles llenegoses són cogomelles amb la superfície del barret de mucós a greixós, làmines lliures de blanques a cremoses, anell membranós a viscós, carn que sol fer olor de farina i sempre sense volva. Són bolets exclusivament terrícoles i saprotròfics.

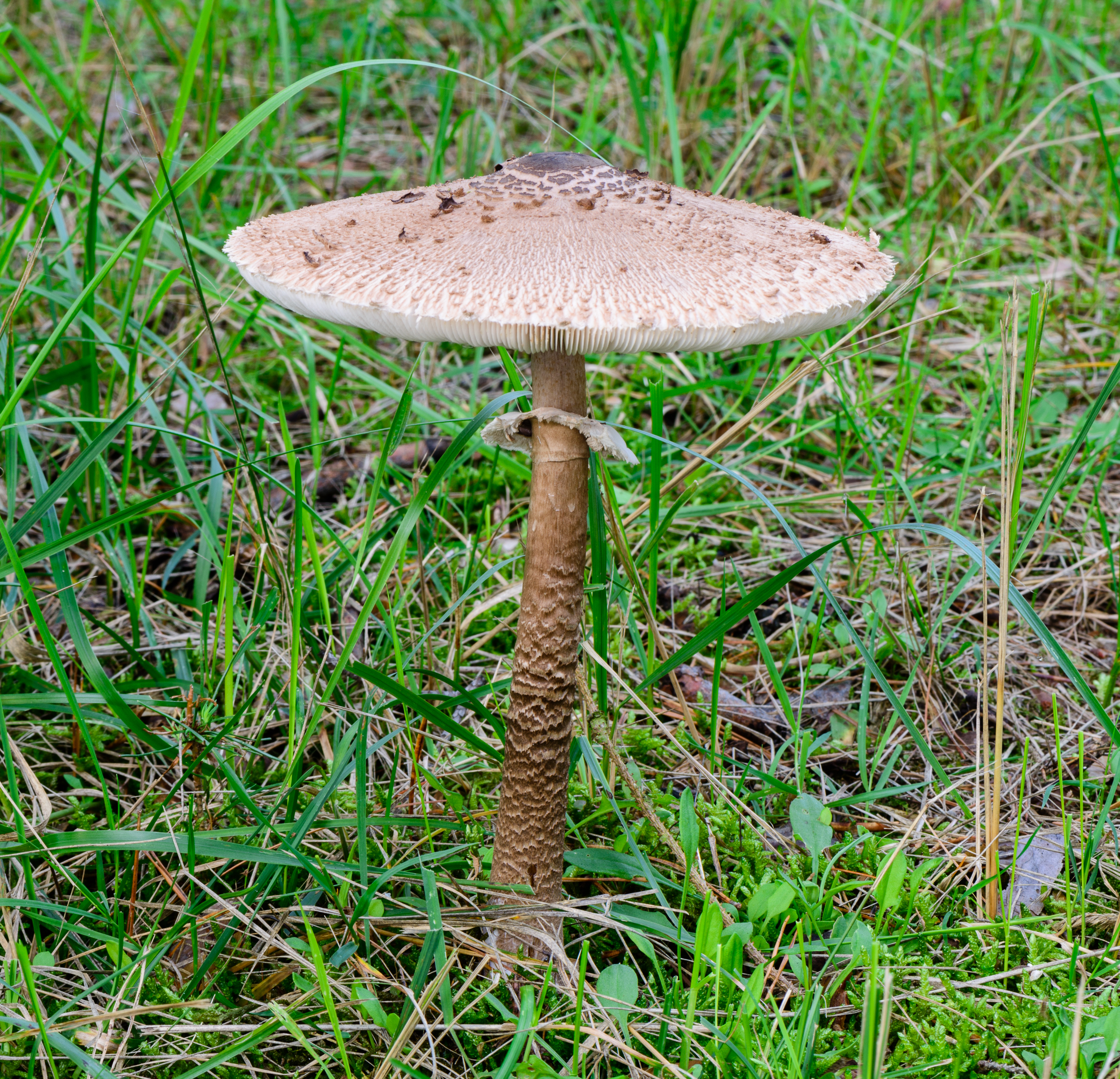
Cogomella, apagallums, paloma (Macrolepiota procera)

## Espècies decogomelles veres
Les espècies més corrents de cogomelles veres són:

### Cogomelles de cama tigrada
- Macrolepiota procera, cogomella, apagallums', paloma
- Macrolepiota fuliginosa, cogomella fumada
- Macrolepiota permixta, cogomella negrellona
- Macrolepiota olivascens, cogomella olivàcia

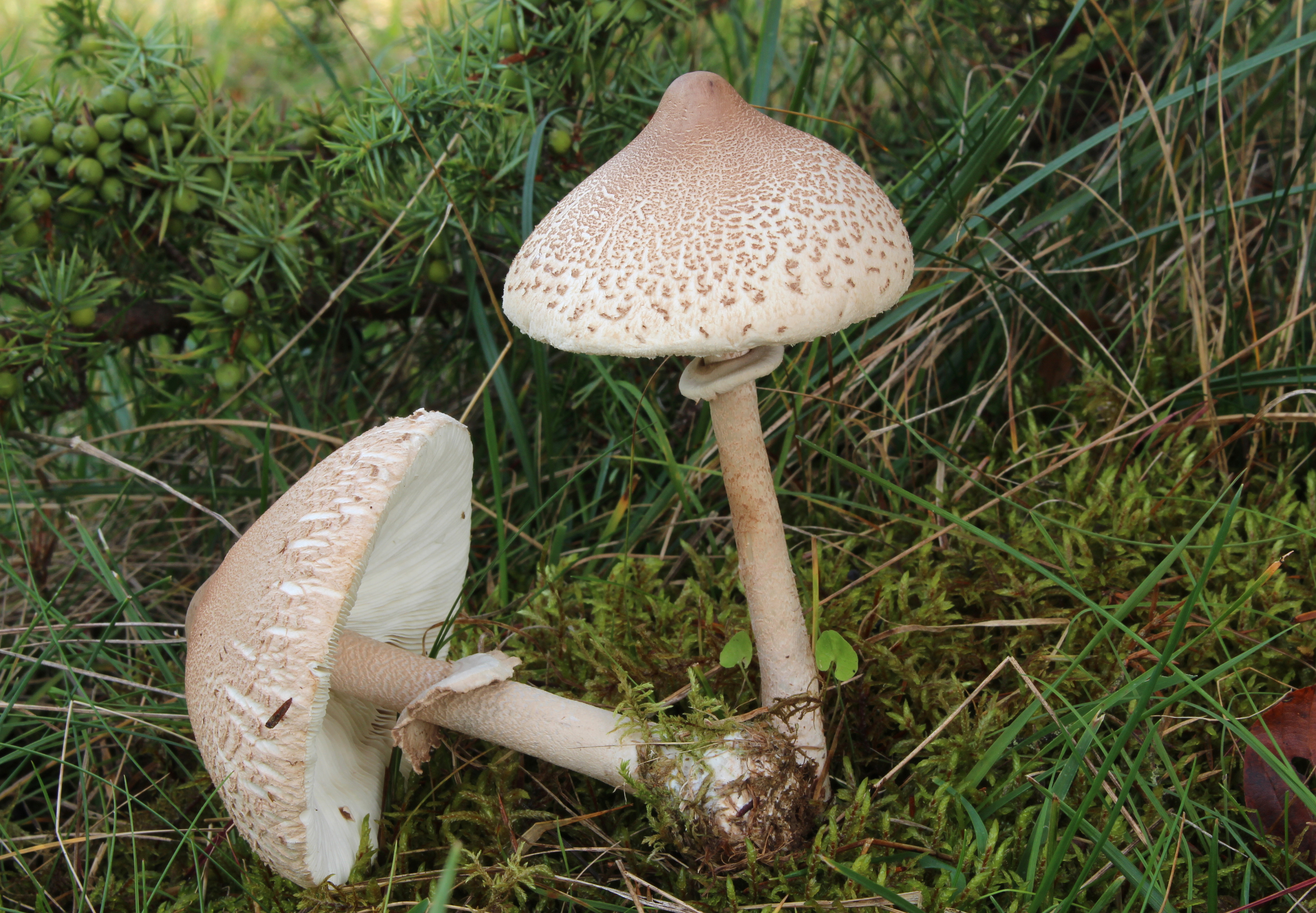
Cogomella de mugró (Macrolepiota mastoidea)

### Cogomelles de cama llisa i carn immutable
- Cortinarius caperatus, cogomella arrugada
- Macrolepiota excoriata, cogomella de prat
- Macrolepiota mastoidea, cogomella de mugró
- Macrolepiota konradii, cogomella de Konrad
- Macrolepiota phaeodisca, cogomella de gota de mel
- Phaeolepiota aurea, cogomella calçada

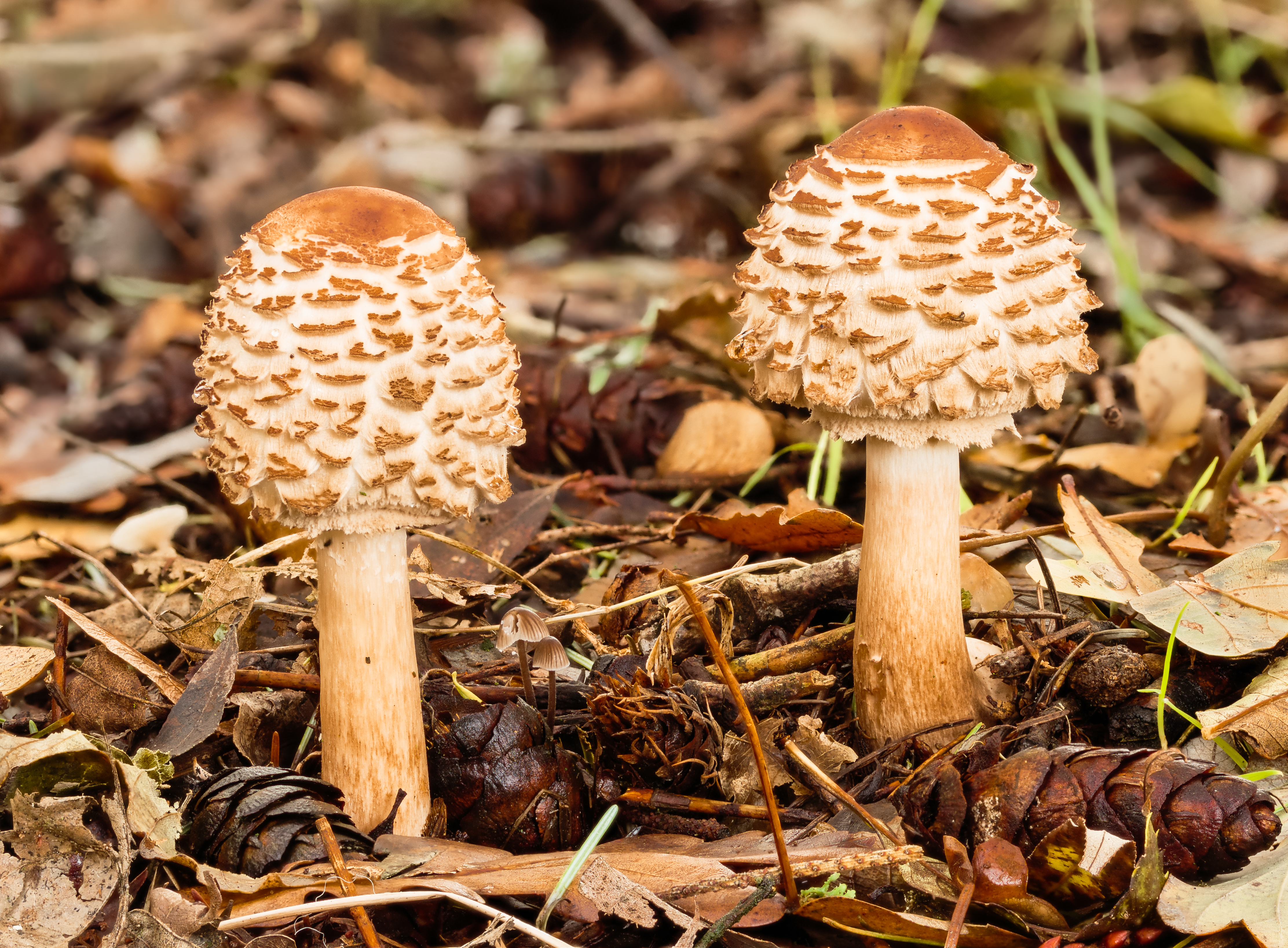
Cogomella esparracada (Chlorophyllum rhacodes)

### Cogomelles de cama llisa i carn que vermelleja de manera evident
- Chlorophyllum molybdites, cogomella verdejant
- Chlorophyllum brunneum, cogomella de peu amb vora
- Chlorophyllum rhacodes, cogomella esparracada
- Chlorophyllum venenatum, cogomella esparracada d’anell senzill
- Chlorophyllum olivieri, cogomella terrosa

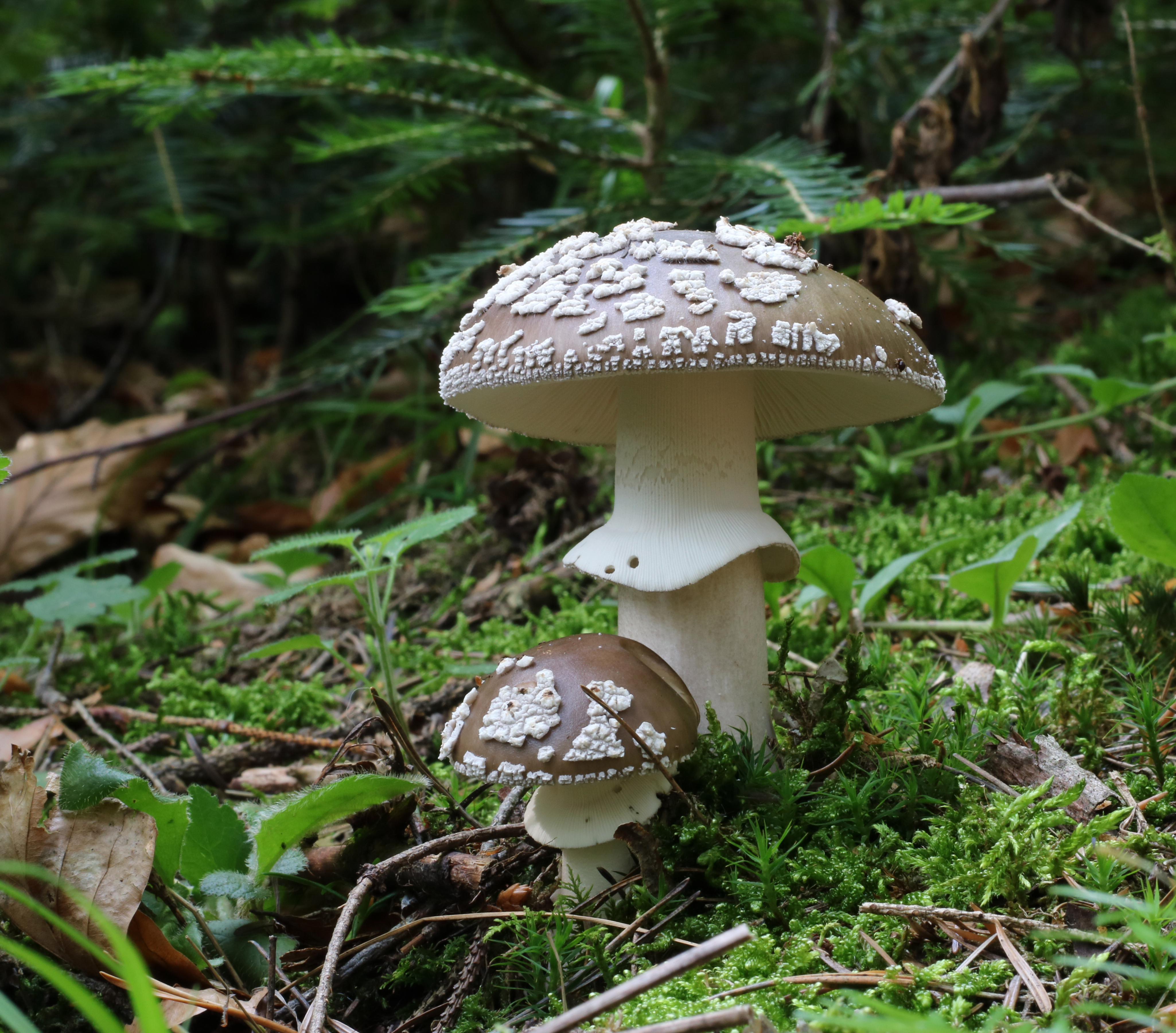
Cogomella pigada (Amanita pantherina)

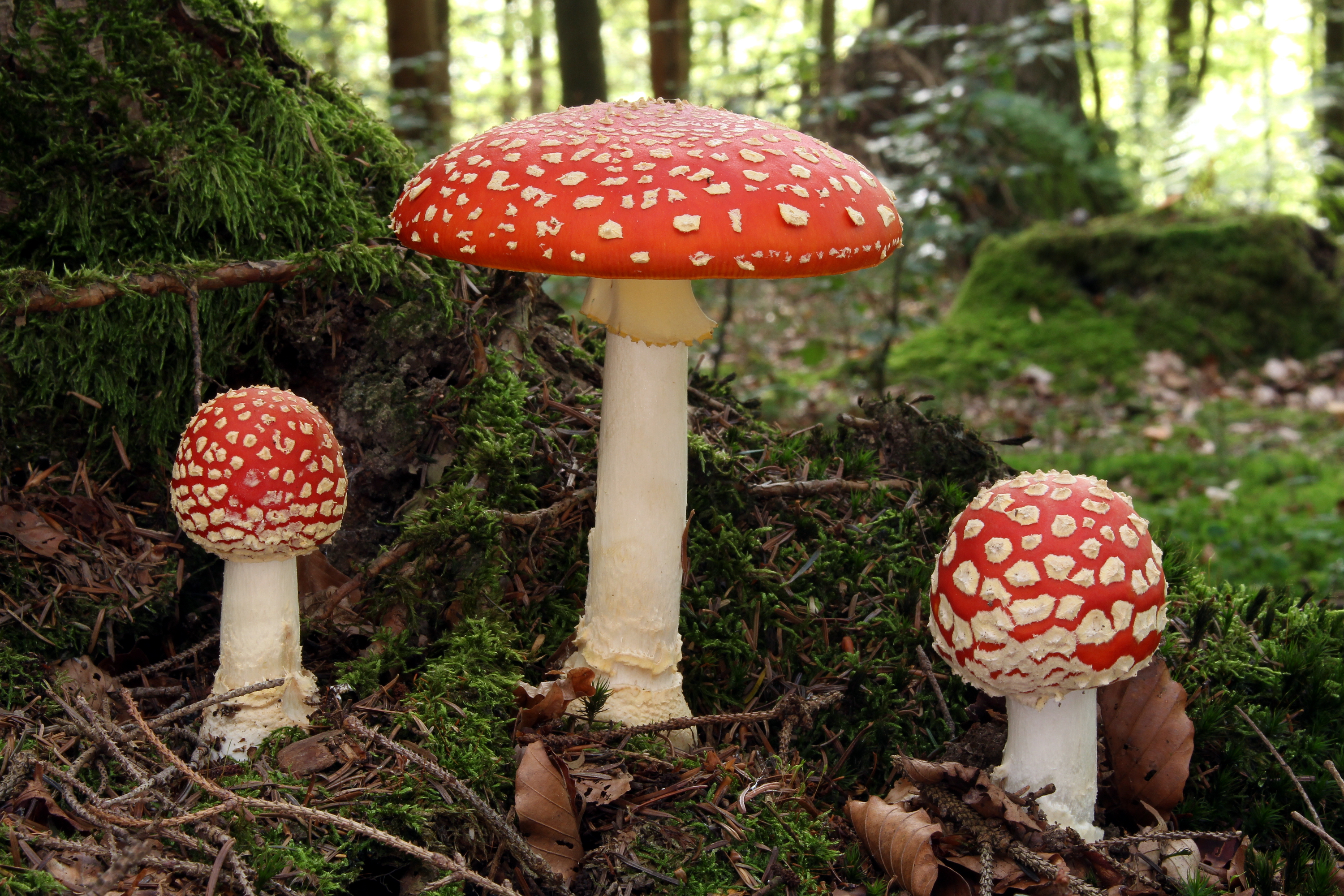
Cogomella mosquera, reig bord, reig de fageda (Amanita muscaria)

## Espècies decogomelles pigades
Les espècies de cogomelles pigades més corrents, ordenades segons el tipus de nutrició són: 

### Cogomelles pigades micorríziques
- Amanita gemmata (= A. junquillea), cogomella almesquí
- Amanita franchetii, cogomella daurada
- Amanita strobiliformis, cogomella de pinya
- Amanita echinocephala, cogomella eriçada
- Amanita gracilior, cogomella eriçada de dunes
- Amanita gioiosa, cogomella gojosa
- Amanita excelsa, cogomella grisa
- Amanita regalis, cogomella mosquera brunenca
- Amanita muscaria, cogomella mosquera, mosquerola, reig bord
- Amanita pantherina, pixacà
- Amanita rubescens, cogomella vinosa

### Cogomelles pigades descomponedores
- Saproamanita codinae, cogomella de Codina
- Saproamanita vittadinii, cogomella de Vittadini

## Espècies decogomelles llenegoses
Les espècies de cogomelles llenegoses més corrents, són 
- Limacellopsis guttata, llenegosa anellada
- Zhuliangomyces illinitus, llenegosa blanca
- Limacella delicata, llenegosa torrada
- Limacella furnacea, llenegosa bruna
- Limacella subfurnacea, llenegosa grisenca